# 강진 덕호사
덕호사는 대한민국 전라남도 강진군 군동면에 있다. 2004년 11월 1일 강진군의 향토문화유산 제6호로 지정되었다.

## 개요
1686년(숙종12) 향내 유림들의 발의로 군동 금천에 금호사 창건되었다.
1792년(정조16) 현 위치로 이건하고 사우의 명칭을 “덕호사”로 변경하였다.
1868년 서원철폐령에 따라 훼철되었다가 51년후인 1977년 유림들 노력으로 복설되었다.